# Château de Mandulphe
Le château de Mandulphe est un ancien château attesté à l'époque carolingienne dont l'emplacement est actuellement situé sur le territoire de la commune française de Montsalvy dans le département du Cantal, en région Auvergne-Rhône-Alpes.

## Historique

### Haut Moyen Âge, sous les carolingiens
Le château de Mandulphe est mentionné dans le domaine allodial légué par Géraud d'Aurillac pour la fondation de l'abbaye d'Aurillac.

### Moyen Âge central
Au XIe siècle, le château de Mandulphe était un mandement ou une châtellenie qui appartenait à Bérenger, vicomte de Carlat qui refusait d'en rendre hommage à l'abbé d'Aurillac. Celui-ci obtint du pape Grégoire VII un bref en date du 12 avril 1079 adressé aux évêques de Limoges, de Bourges et de Bordeaux afin de lui enjoindre de rendre hommage à l'abbaye d'Aurillac et de lui restituer le monastère de Maurs, les églises de Dalmayrac et Junhac, ainsi que tous les biens qui en dépendent, sous peine d'indignation du Saint-Siège.
C'est sur un territoire dépendant du château de Mandulphe que Bérenger de Carlat a donné à saint Gausbert pour construire une église sous l'invocation de Notre-Dame et fonder une sauveté connue depuis sous le nom de Montsalvy. Le territoire était délimité par quatre croix et l'acte daté ainsi : « Sous le règne de Philippe Ier, roi des Francs, Aymon étant archevêque de Bourges et Étienne, évêque d'Auvergne, Bernard d'Alberoche et ses fils, Rigaud de Teissière, Astorg de Vinzelles et Pierre de Trémouille étant témoins » (1066).
Au XIe siècle, Ithier de Mandulphe, qui possédait un autre château dominant la Desges près de Digons, était voisin du prieuré de Chanteuges. Vers 1130, il s'était emparé du prieuré et l'avait fortifié pour en faire un repaire de voleurs.

### Période contemporaine
Lieux duquel MM. Méchin et Jean-Baptiste Delambre ont fait les calculs pour tracer la mesure du quart de méridien, base du système métrique.

## Description
Motte castrale située en haut du Puy de l'Arbre, qui lui-même domine le plateau de Montsalvy (altitude 829 mètres), et d'où l'on jouit d'une magnifique vue jusqu'au clocher de la cathédrale de Rodez, avec les montagnes de Laguiole, du Cantal, du Mont Dore, et les nombreuses vallées qui en descendent.

## Visites
Le Puy de L'Arbre est un site classé.